# كبوسين متعدد الأوراق
كبوسين متعدد الأوراق (الاسم العلمي:Tropaeolum polyphyllum) هو نوع من النباتات يتبع جنس الكبوسين من الفصيلة الكبوسينية.